# اسیر ریسکو
اسیر ریسکو (انگلیسی: Asier Riesgo؛ زادهٔ ۶ اکتبر ۱۹۸۳) بازیکن فوتبال اهل اسپانیا است.
از باشگاه‌هایی که در آن بازی کرده‌است می‌توان به باشگاه فوتبال رئال سوسیداد، باشگاه فوتبال رکریتیوو اوئلوا، باشگاه فوتبال ژیرونا، باشگاه فوتبال ایبار، باشگاه فوتبال اوساسونا، و باشگاه فوتبال لگانس اشاره کرد.
وی همچنین در تیم‌های ملی فوتبال زیر ۱۷ سال اسپانیا، زیر ۱۹ سال اسپانیا، زیر ۲۰ سال اسپانیا، زیر ۲۱ سال اسپانیا، و باسک بازی کرده‌است.